# Història de les carreteres

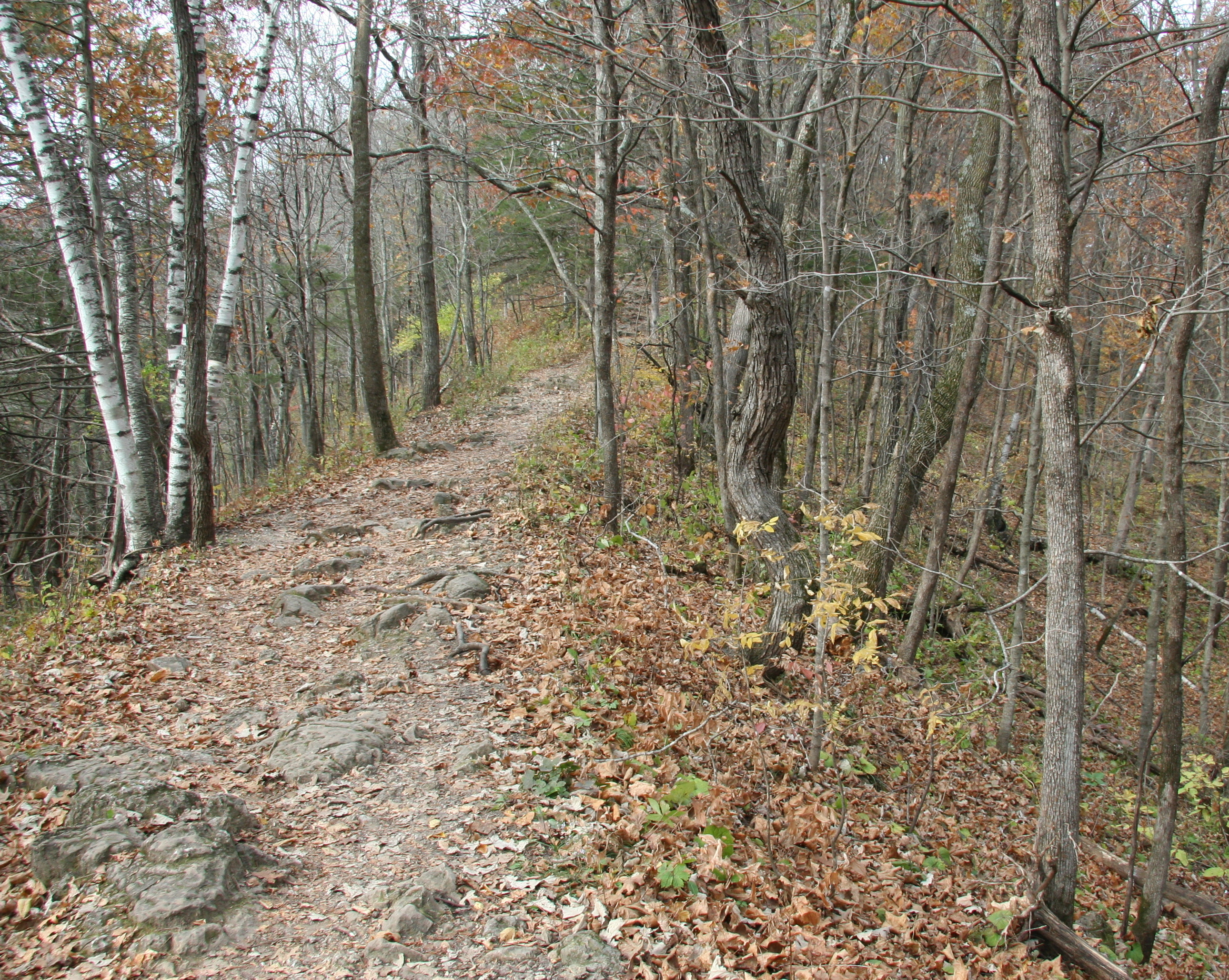
Exemple de ruta, a Whitewater State Park, Minnesota (Estats Units)

La història del transport per carretera va començar amb el desenvolupament de les pistes i camins pels humans i les seves bèsties de càrrega. La història de les carreteres abasta un període que comença amb la sedentarització de l'home, 10.000 ans, fins a l'època contemporània. Aquest article és una síntesi, que recorre l'evolució de les carreteres i el conjunt del transport per carretera, des dels primers camins de l'Edat de Pedra fins a l'autovia moderna, passant per les rutes de les caravanes, les vies romanes i els camins de pelegrinatge.
A diferència d'altres matèries, com la història de la informàtica, o fins i tot la història del ferrocarril, la història de les carreteres és molt antiga. En conseqüència, és difícil obtenir-ne una visió global, ja que els canvis són gairebé imperceptibles, a l'escala d'una vida humana. Per això és gairebé impossible presentar una cronologia exhaustiva de la gènesi d'aquesta tecnologia indispensable. A part d'això, les carreteres no s'han desenvolupat de manera uniforme, d'un continent a un altre, i és per aquest motiu que l'article tan sols pot oferir una ràpida visió general de l'evolució dels camins i les carreteres, sense presentar l'evolució detallada l'estat dels camins a cada època i a cada regió del món.

## Antecedents
Les primeres formes de transport per carretera van ser els cavalls, bous que transportaven mercaderies per pistes que sovint seguien les pistes de caça, com la Traça de Natchez. A l'edat paleolítica, els humans no necessitaven pistes construïdes en camp obert. Els primers senders millorats haurien estat a guals, ports de muntanya i a través dels pantans. Les primeres millores haurien consistit en gran part a netejar arbres i grans pedres del camí. A mesura que augmentava el comerç, les vies sovint es van aplanar o eixamplar per acomodar el trànsit humà i animal. Algunes d'aquestes pistes de terra es van convertir en xarxes bastant extenses, permetent les comunicacions, el comerç i la governança en àrees àmplies. L'Imperi Inca a Amèrica del Sud i la Confederació Iroquesa a Amèrica del Nord, cap dels quals no tenia la roda, són exemples d'ús efectiu d'aquests camins.
El primer transport de mercaderies va ser a l'esquena i al cap humà, però l'ús d'animals de càrrega, inclosos els rucs i els cavalls, es va desenvolupar durant el Neolític. Es creu que el primer vehicle va ser el travois, un bastidor utilitzat per arrossegar càrregues, que probablement es va desenvolupar a Euràsia després del primer ús de bous (bovins castrats) per estirar les arades. Al voltant del 5000 aC es van desenvolupar els trineus, que són més difícils de construir que els travois, però que són més fàcils d'impulsar per superfícies llises. Els animals de càrrega, els cavalls muntats i els bous que arrosseguen travois o trineus requereixen camins més amples i espais lliures més elevats que els de la gent a peu i es requerien pistes millorades. Com a resultat, cap al 5000 aC, les carreteres, inclosa la Ridgeway, es van desenvolupar al llarg de les carenes a Anglaterra per evitar creuar rius i embolcalls. Al centre d'Alemanya, aquests camins van continuar sent la forma predominant de la carretera de llarg recorregut fins a mitjans del segle xviii.

### Carreteres de Harappan
S'ha trobat paviments de carrers des dels primers assentaments humans cap al 4000 aC a ciutats de la civilització de la vall de l'Indus al subcontinent indi al Pakistan actual, com Harappa i Mohenjo-Daro. Les carreteres de les ciutats eren rectes i llargues, es creuaven en angle recte.

### Transport amb rodes a l'antiguitat

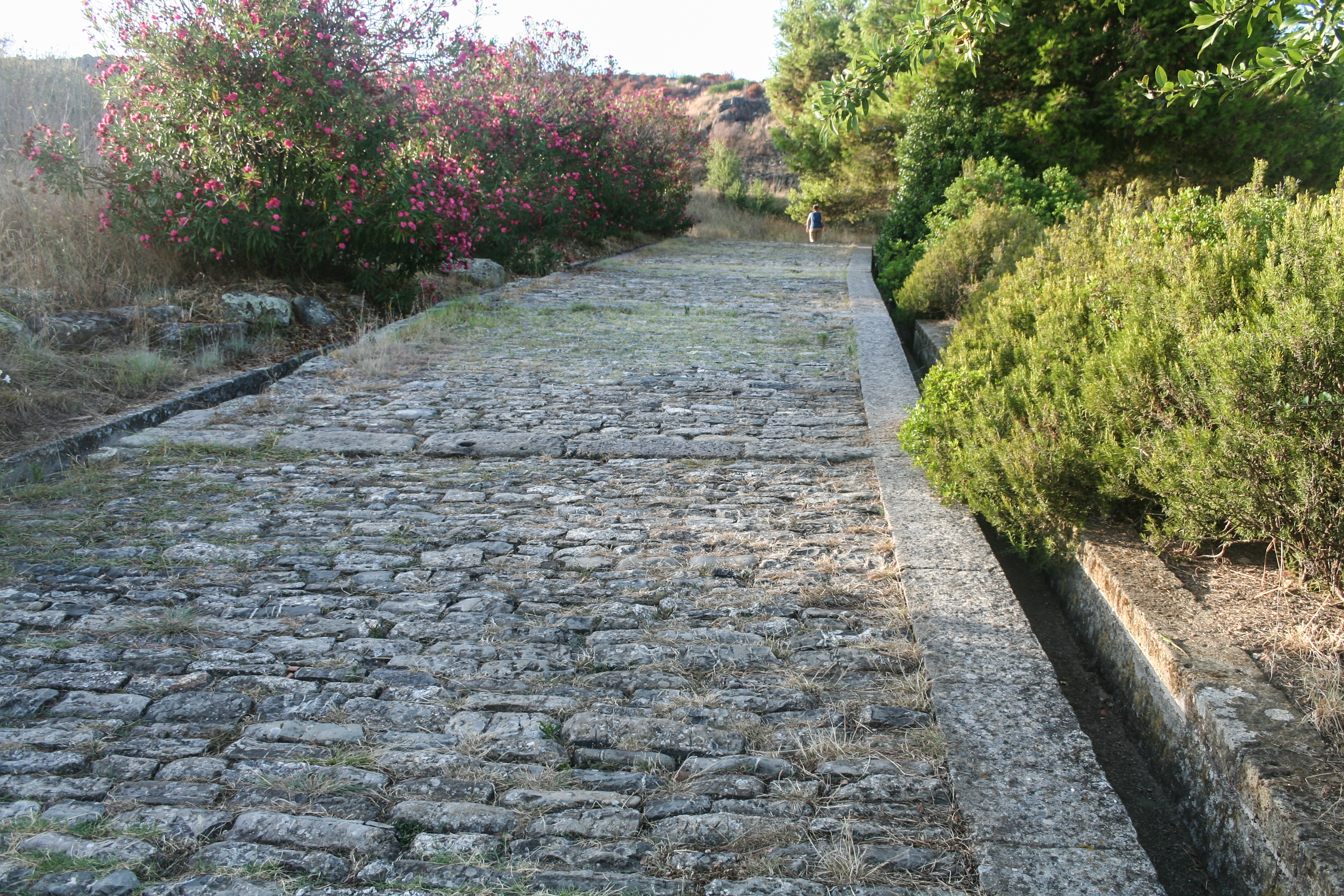
Carrer grec - segle IV o III aC - La Porta Rosa era el carrer principal d'Elea. Connecta el barri nord amb el barri sud. El carrer fa cinc metres d'amplada i té un desnivell del 18% a la part més empinada. Està pavimentat amb blocs de pedra calcària i a un costat hi ha un petit canal per al drenatge

Sembla que la roda es va desenvolupar a l'antic Sumer a Mesopotàmia cap al 5000 aC, potser originalment per a la fabricació de ceràmica. El seu ús original de transport podria haver estat com a accessoris a travois o trineus per reduir la resistència. S'ha argumentat que els troncs s'utilitzaven com a rodets sota els trineus abans del desenvolupament de les rodes, però no hi ha proves arqueològiques per a això. La majoria de les primeres rodes sembla que s'han unit a eixos fixos, la qual cosa hauria requerit una lubricació regular per greixos animals o olis vegetals o separació per cuir per ser eficaç. Els primers carros simples de dues rodes, aparentment desenvolupats a partir de travois, sembla que es van utilitzar a Mesopotàmia i al nord de l'Iran cap al 3000 aC i els carros de dues rodes van aparèixer cap al 2800 aC. Eren arrossegats per onagres, emparentats amb rucs.
Els carros pesats de quatre rodes es van desenvolupar cap al 2500 aC, que només eren aptes per al transport de bous i, per tant, només s'utilitzaven on es conreaven conreus, especialment Mesopotàmia. Els carros de dues rodes amb rodes de radis semblen haver estat desenvolupats cap al 2000 aC per la cultura Andronovo al sud de Sibèria i Àsia central. Al mateix temps, es va inventar el primer arnès primitiu que permetia el transport de cavalls.
El transport amb rodes va crear la necessitat de millors carreteres. En general, els materials naturals no poden ser prou suaus per formar superfícies ben graduades i prou forts per suportar vehicles amb rodes, especialment quan estan humits, i mantenir-se intactes. A les zones urbanes va començar a valdre la pena construir carrers empedrats i, de fet, els primers carrers asfaltats sembla que es van construir a Ur l'any 4000 aC. Les carreteres de pana es van construir a Glastonbury, Anglaterra l'any 3300 aC i es van construir carreteres pavimentades de maó a la civilització de la vall de l'Indus al subcontinent indi des de la mateixa època. Les millores en la metal·lúrgia van significar que l'any 2000 aC les eines de tall de pedra estaven generalment disponibles a l'Orient Mitjà i Grècia, la qual cosa permetia pavimentar els carrers locals. En particular, cap a l'any 2000 aC, els minoics van construir un 50 km de carretera asfaltada des de Cnossos al nord de Creta a través de les muntanyes fins a Gortyn i Lebena, un port de la costa sud de l'illa, que tenia desguassos laterals, un 200 paviment de blocs de gres lligat amb morter d'argila - guix, cobert per una capa de lloses basàltiques i amb vores separades. Aquesta via es podria considerar superior a qualsevol via romana.
L'any 500 aC, Darios el Gran va iniciar un extens sistema de carreteres per a Pèrsia (actual Iran), inclosa la famosa Carretera Reial, que va ser una de les millors carreteres del seu temps. El camí va ser utilitzat fins i tot després de l'època romana. A causa de la qualitat superior de la carretera, els missatgers de correu podrien recórrer 2,699 quilometres (1,677 mi) en set dies.
Des del 268 aC fins al 22 aC, Aixoka va construir carreteres, edictes, pous d'aigua, centres educatius, cases de descans i hospitals per a humans i animals al llarg de les carreteres del subcontinent indi i va plantar arbres com banyans i mangos en benefici dels viatgers. L'Imperi Mauryan també va construir la Grand Trunk Road que s'estenia des de l'actual Bangla Desh fins a l'actual Peshawar al Pakistan. La seva longitud era d'uns 2000 milles.

## Vies romanes

Mapa de les vies romanes l'any 125 dC

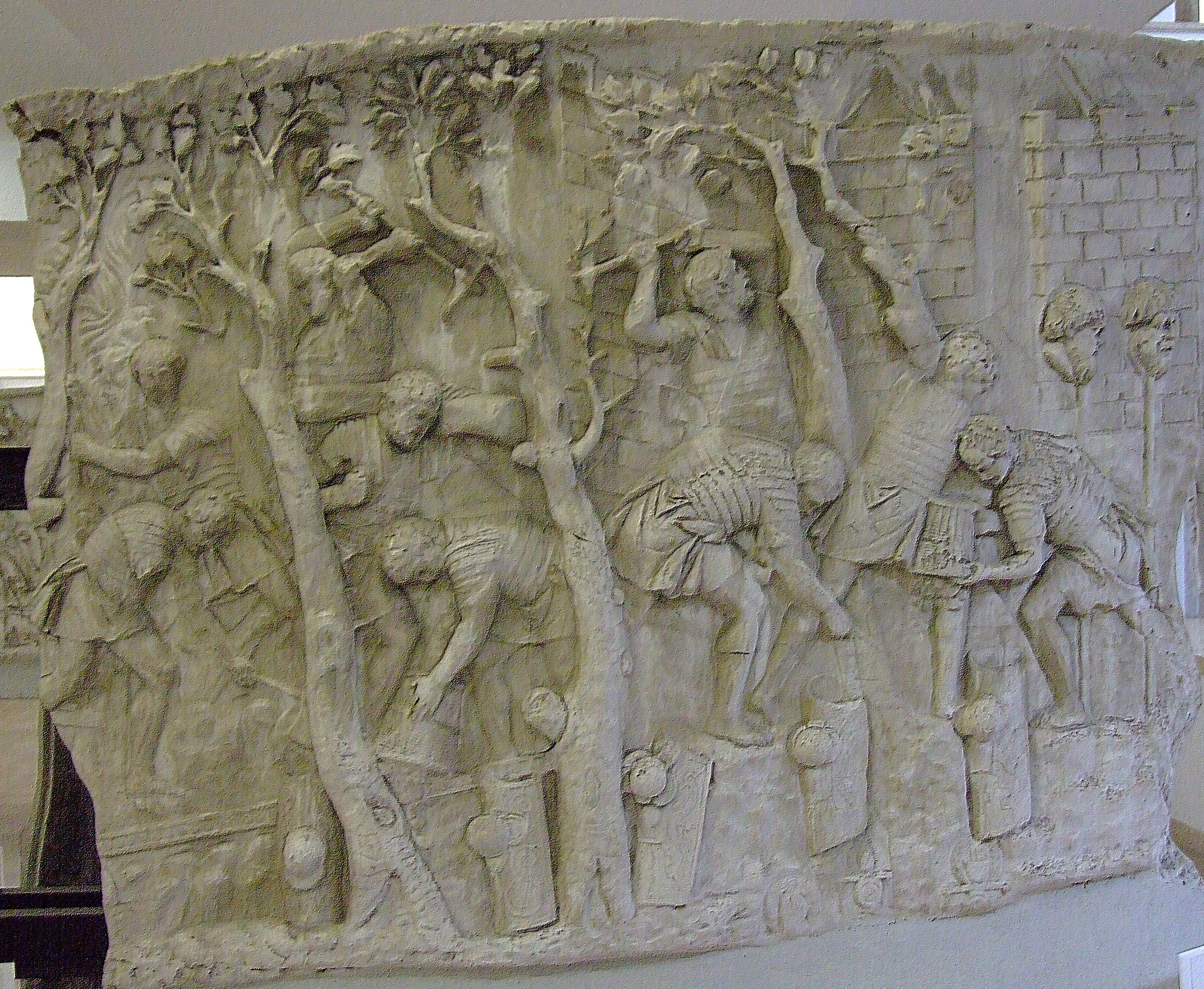
Construcció de camins, representat a la Columna de Trajà

Amb l'arribada de l'Imperi Romà, es va fer la necessitat que els exèrcits poguessin viatjar ràpidament d'una zona a l'altra, i les carreteres que hi havia eren sovint fangoses, fet que retardava molt el moviment de grans masses de tropes. Per solucionar aquest problema, els romans van construir grans camins. Aquestes "vies romanes" utilitzaven profunds llits de pedra triturada com a capa subjacent per assegurar-se que es mantinguessin secs, ja que l'aigua sortia de la pedra triturada, en lloc de convertir-se en fang en sòls argilosos. Les legions s'ho van passar bé en aquests camins i alguns encara es fan servir mil·lennis després.
A les rutes més transitades, hi havia capes addicionals que incloïen llambordes de sis costats, o llambordes, que reduïen la pols i reduïen l'arrossegament de les rodes. Els llambordes permetien que els carros romans es desplacessin molt ràpidament, assegurant una bona comunicació amb les províncies romanes. Els camins de granja sovint eren pavimentats primer en el camí cap a la ciutat, per mantenir els productes nets. Les primeres formes de molles i xocs per reduir els cops es van incorporar al transport tirat per cavalls, ja que les llambordes originals de vegades no estaven perfectament alineades.
La via romana clàssica respon a un esquema constructiu precís. En primer lloc, s'excava una fossa de 110 a 150 centímetres de profunditat. El sòl del fons de la fossa està anivellat i, possiblement, apisonat. A continuació, s'estén una capa de còdols gruixuts al fons de la fossa. El gruix d'aquest últim pot variar entre 30 i 60 centimètres. La tercera etapa consisteix a estendre un llit de grava, 25 centimètres gruix, després una capa de sorra o ciment, la profunditat del qual pot variar entre 30 i 50 centimètres. El revestiment final es feia sovint amb lloses de pedra o Opus caementicium, una mena de formigó romà.

## Edat mitjana
Les vies romanes es van deteriorar a l'Europa medieval a causa de la manca de recursos i habilitats per mantenir-les, però moltes van continuar utilitzant-se. Les alineacions encara s'utilitzen parcialment avui dia, per exemple, parts de l'A1 d'Anglaterra.
A l'Europa medieval, abans del 1200, no hi havia xarxes organitzades de carrers dins de les ciutats, només camins canviants. Amb la invenció de l'arnès de cavalls i els carros amb eixos davanters giratoris que podien fer girs curts, les xarxes de carrers urbans es van estabilitzar.

### Primers camins asfaltats
En el món islàmic medieval es van construir moltes carreteres a tot l'Imperi Àrab. Les carreteres més sofisticades eren les de Bagdad, Iraq, que van ser pavimentades amb quitrà al segle VIII. El quitrà es derivava del petroli al qual s'accedia des dels jaciments petroliers de la regió, mitjançant el procés químic de destil·lació destructiva.

## Període modern inicial

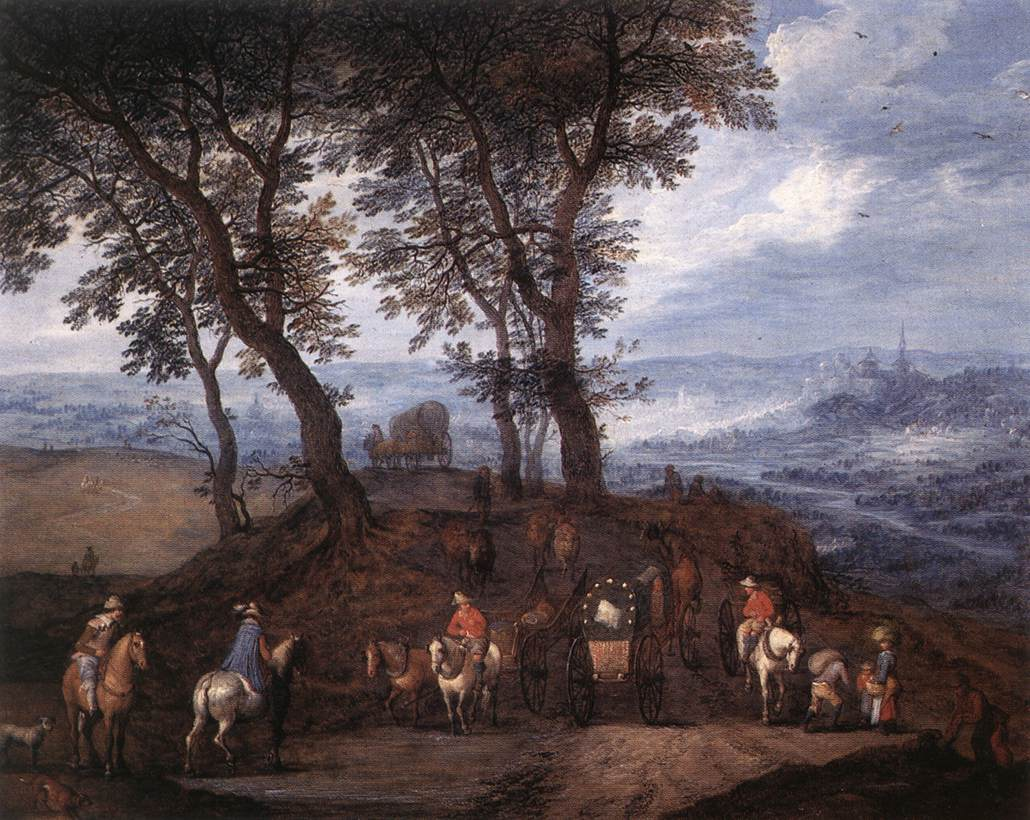
Jan Brueghel (I) - Viatgers en el camí, segona meitat del segle XVI

A mesura que els estats es van desenvolupar i es van enriquir, sobretot amb el Renaixement, es van començar a construir noves carreteres i ponts, sovint basats en dissenys romans. Encara que hi va haver intents de redescobrir els mètodes romans, hi va haver poca innovació útil en la construcció de carreteres abans del segle xviii.
A l'Àfrica occidental del segle xvii, el transport per carretera a tot l'Imperi Ashanti es va mantenir mitjançant una xarxa de carreteres ben cuidades que connectaven el continent Ashanti amb el riu Níger i altres ciutats comercials. Després d'una important construcció de carreteres realitzada pel regne de Dahomey, es van establir autopistes de peatge amb la funció de recaptar impostos anuals en funció de les mercaderies transportades pel poble de Dahomey i la seva ocupació.
Entre 1725 i 1737, el general George Wade va construir 250 milles (400 km) de carretera i 40 ponts per millorar el control britànic de les Terres altes escoceses, utilitzant dissenys de camins romans amb grans pedres a la part inferior i grava a la part superior, amb una profunditat total típica de dos metres. Estaven tan mal alineats i escarpats, segons Thomas Telford, "que no eren aptes per als propòsits de la vida civil" i també aspres i mal drenats.

### Autopistes
La responsabilitat de l'estat de les carreteres era de la parròquia local des de l'època dels Tudor. El 1656 la parròquia de Radwell, Hertfordshire, va demanar al Parlament ajuda per mantenir la seva secció de la Great North Road. El Parlament va aprovar una llei que donava als jutges locals poders per erigir portes de peatge en un tram de la Great North Road, entre Wadesmill, Hertfordshire; Caxton, Cambridgeshire ; i Stilton, Huntingdonshire durant un període d'onze anys i els ingressos així recaptats haurien de servir per al manteniment de la Great North Road a les seves jurisdiccions. El peatge erigit a Wadesmill es va convertir en el primer peatge efectiu a Anglaterra.
El primer esquema que tenia síndics que no eren jutges es va establir mitjançant una Llei de Turnpike el 1707, per a un tram de la carretera Londres- Chester entre Fornhill i Stony Stratford. El principi bàsic era que els síndics gestionarien els recursos de les diverses parròquies per on passava l'autovia, augmentarien aquest amb peatges d'usuaris de fora de les parròquies i aplicarien el conjunt al manteniment de la carretera principal. Aquest es va convertir en el patró per a l'autopista de peatge d'un nombre creixent d'autopistes, buscat per aquells que volien millorar el flux del comerç a través de la seva part d'un comtat.
Durant les tres primeres dècades del segle xviii, seccions de les principals carreteres radials cap a Londres es van posar sota el control de fideïcomisos individuals d'autopista de peatge. El ritme al qual es van crear les noves autopistas es va reprendre a la dècada de 1750 a mesura que es van formar trusts per mantenir les rutes transversals entre les grans carreteres que irradien des de Londres. Les carreteres que conduïen a algunes ciutats de província, especialment a l'oest d'Anglaterra, van ser sotmeses a fideïcomisos únics i les carreteres clau de Gal·les van ser autopistes. A Gal·les del Sud, les carreteres de comtats complets van ser sotmeses a fideïcomisos d'autopista únic a la dècada de 1760. Un nou augment de la formació de confiança es va produir a la dècada de 1770, amb l'autopista de peatge de carreteres subsidiàries de connexió, rutes per nous ponts, noves rutes a les zones industrials en creixement i carreteres a Escòcia. El 1750 es van establir uns 150 fideïcomisos; el 1772 es van establir 400 més i, el 1800, hi havia més de 700 fideïcomisos. El 1825 uns 1.000 trusts controlaven 18,000 milles (29,000 km) de carretera a Anglaterra i Gal·les.
Les lleis per a aquests nous fideïcomisos i les lleis de renovació per als fideïcomisos anteriors incorporaven una llista creixent de poders i responsabilitats. A partir de la dècada de 1750, Acts requeria que els fideïcomisos erigissin fites que indiquessin la distància entre les principals poblacions de la carretera. Els usuaris de la via estaven obligats a seguir el que s'havien de convertir en normes de circulació, com ara circular per l'esquerra i no danyar la superfície de la carretera. Els fideïcomisos podrien cobrar peatges addicionals durant l'estiu per pagar el reg de la carretera per tal de posar la pols llançada pels vehicles de moviment ràpid. El Parlament també va aprovar unes quantes lleis generals de Turnpike que tracten l'administració dels fideïcomisos i les restriccions a l'amplada de les rodes: es deia que les rodes estretes causaven una quantitat desproporcionada de danys a la carretera.
La qualitat de les primeres carreteres de peatge era variada. Tot i que l'autopista va donar lloc a alguna millora en cada autopista, les tecnologies utilitzades per fer front a les característiques geològiques, el drenatge i els efectes del temps estaven en la seva infància. La construcció de carreteres va millorar lentament, inicialment gràcies als esforços d'aparelladors individuals com John Metcalf a Yorkshire a la dècada de 1760. Els constructors britànics d'autopistas van començar a adonar-se de la importància de seleccionar pedres netes per a la superfície i excloure el material vegetal i l'argila per fer carreteres més duradores.
Les autopistas de peatge també es van construir més tard als Estats Units. Normalment eren construïts per empreses privades sota una franquícia governamental. Normalment anaven paral·lelament o substituïen les rutes ja amb algun volum de comerç, amb l'esperança que la carretera millorada desviés prou trànsit per fer l'empresa rendible. Les carreteres de taulons eren especialment atractives, ja que reduïen molt la resistència al rodament i mitigaven el problema d'embolicar-se al fang. Una altra millora, una millor graduació per disminuir el desnivell dels pitjors trams, va permetre als animals de tir transportar càrregues més pesades.

## Enginyeria civil industrial

### Metcalf
A finals del segle xviii i principis del XIX, els nous mètodes de construcció d'autopistes havien estat pioners pel treball de dos enginyers britànics, Thomas Telford i John Loudon McAdam, i per l'enginyer de camins francès Pierre-Marie-Jérôme Trésaguet. El primer constructor de carreteres professional que va sorgir durant la Revolució Industrial va ser John Metcalf, que va construir unes 180 milles (290 km) de Turnpike Road, principalment al nord d'Anglaterra, a partir de 1765, quan el Parlament va aprovar una llei que autoritzava la creació d'autopistes de peatge per construir noves carreteres finançades amb peatge a la zona de Knaresborough. Metcalf va guanyar un contracte per construir un tren de tres milles (5 km) tram de carretera entre Minskip i Ferrensby en una nova carretera des de Harrogate a Boroughbridge. Va explorar en solitari el tram del camp i va elaborar la ruta més pràctica.
Creia que una bona carretera hauria de tenir bons fonaments, estar ben drenat i tenir una superfície llisa convexa per permetre que l'aigua de pluja drenés ràpidament a les séquies laterals. Va entendre la importància d'un bon drenatge, sabent que era la pluja la que causava més problemes a les carreteres. Va trobar una manera de construir una carretera a través d'un pantà amb una sèrie de basses fetes de ling (un tipus de bruc) i furze (toxo) lligades en farcells com a fonaments. Això va establir la seva reputació com a constructor de carreteres, ja que altres enginyers havien cregut que no es podia fer. Va adquirir un domini del seu ofici amb el seu propi mètode de càlcul de costos i materials, que mai no va poder explicar amb èxit als altres.

### Trésaguet
A Pierre-Marie-Jérôme Trésaguet se li atribueix àmpliament l'establiment del primer enfocament científic de la construcció de carreteres a França al mateix temps. Va escriure un memoràndum sobre el seu mètode el 1775, que es va convertir en pràctica general a França. Es tractava d'una capa de grans roques, coberta per una capa de grava més petita. La capa inferior va millorar la pràctica romana, ja que es basava en la comprensió que la finalitat d'aquesta capa (la subbase o curs base) és transferir el pes de la carretera i el seu trànsit al terra, alhora que protegeix el sòl de deformació repartint el pes de manera uniforme. Per tant, la subbase no havia de ser una estructura autoportant. La superfície de rodament superior proporcionava una superfície llisa per als vehicles, alhora que protegia les grans pedres de la subbase. Trésaguet va entendre la importància del drenatge aportant séquies laterals profundes, però va insistir a construir els seus camins en trinxeres, perquè s'hi pogués accedir des dels laterals, fet que va soscavar aquest principi. Les superfícies i els desguassos ben cuidats protegeixen la integritat de la subbase i Trésaguet va introduir un sistema de manteniment continu, on a un carreter se li assignava un tram de calçada per mantenir-lo a la norma.

### Telford
L'agrimensor i enginyer Thomas Telford també va fer avenços substancials en l'enginyeria de noves carreteres i la construcció de ponts. El seu mètode de construcció de carreteres va implicar l'excavació d'una gran rasa en la qual es va establir una base de roca pesada. També va dissenyar els seus camins de manera que descendessin des del centre, permetent el drenatge, una gran millora de l'obra de Trésaguet. La superfície de les seves carreteres era de pedra trencada. També va millorar els mètodes de construcció de carreteres millorant la selecció de la pedra en funció del gruix, tenint en compte el trànsit, l'alineació i els pendents. Durant els seus últims anys, Telford va ser responsable de la reconstrucció de trams de la carretera de Londres a Holyhead, una tasca completada pel seu assistent durant deu anys, John MacNeill.
El seu treball d'enginyeria a Holyhead Road (ara l'A5) a la dècada de 1820 va reduir el temps de viatge de l'diligència-correu de Londres de 45 hores a només 27 hores, i la millor velocitat de l'autocar de correu va augmentar de 5 a 6. mph (8-10 km/h) a 9-10 mph (14–16 km/h). Entre Londres i Shrewsbury, la major part del seu treball a la carretera va suposar millores. Més enllà de Shrewsbury, i sobretot més enllà de Llangollen, l'obra sovint implicava construir una carretera des de zero. Les característiques notables d'aquest tram de la ruta inclouen el pont de Waterloo a través del riu Conwy a Betws-y-Coed, l'ascens des d'allà a Capel Curig i després la baixada des del coll de Nant Ffrancon cap a Bangor. Entre Capel Curig i Bethesda, a la vall d'Ogwen, Telford es va desviar de la carretera original, construïda pels romans durant la seva ocupació d'aquesta zona.

## Carreteres de Macadam

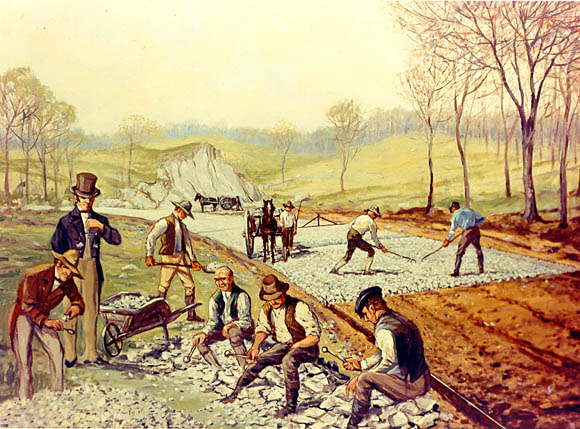
Construcció de la primera carretera macadamitzada dels Estats Units (1823). En primer terme, els treballadors trenquen pedres "per no superar les 6 unces de pes o per passar un anell de dues polzades".

Va ser un altre enginyer escocès, John Loudon McAdam, qui va dissenyar les primeres carreteres modernes. Va desenvolupar un material de pavimentació econòmic de terra i àrids de pedra (conegut com a macadàm). El seu mètode de construcció de carreteres era més senzill que el de Telford, però més eficaç per protegir les carreteres: va descobrir que els fonaments massius de roca sobre roca eren innecessaris, i va afirmar que només el sòl natiu suportaria la carretera i el trànsit, sempre que estigués cobert per una escorça de carretera que protegiria el sòl de sota de l'aigua i el desgast.
També a diferència de Telford i altres constructors de carreteres, McAdam va posar les seves carreteres el més pla possible. El seu 30-peu-wide (9.1 m) la carretera només requeria una pujada de tres polzades des de les vores fins al centre. El corbament i l'elevació de la carretera per sobre del nivell freàtic van permetre que l'aigua de pluja s'escorregués a les séquies a banda i banda.
La mida de les pedres era fonamental per a la teoria de la construcció de carreteres de McAdam. Els 200-mil·limetre (7.9 in) el gruix de la carretera es va limitar a pedres de no més de 75 mil·limetres (3.0 in). Els 50-mil·limetre (2.0 in) la capa de pedres es limitava a 20 mil·limetres (0.79 in) la mida i les pedres eren controlades pels supervisors que portaven bàscules. Un treballador podria comprovar ell mateix la mida de la pedra veient si la pedra encaixava a la seva boca. La importància dels 20 mm de mida de pedra era que les pedres havien de ser molt més petites que els 100 mm d'amplada dels pneumàtics del carro de ferro que circulaven per la carretera.
McAdam creia que el "mètode correcte" de trencar pedres per a la utilitat i la rapidesa s'aconseguia amb persones assegudes i utilitzant petits martells, trencant les pedres de manera que cap d'elles fos més gran de sis unces de pes. També va escriure que la qualitat del camí dependria de la cura amb què s'escampessin les pedres a la superfície en un espai considerable, una pala a la vegada.
McAdam va ordenar que no s'incorporés a la carretera cap substància que absorbís aigua i afectés la carretera per gelades. Tampoc s'havia de posar res a la pedra neta per lligar el camí. L'acció del trànsit rodat faria que la pedra trencada es combines amb els seus propis angles, fusionant-se en una superfície plana i sòlida que suportaria la intempèrie o el trànsit.
A través de la seva experiència en la construcció de carreteres, McAdam havia après que una capa de pedres angulars trencades actuaria com una massa sòlida i no requeriria la gran capa de pedra utilitzada anteriorment per construir carreteres. En mantenir les pedres superficials més petites que l'amplada del pneumàtic, es podria crear una bona superfície de circulació per al trànsit. Les petites pedres superficials també proporcionaven poca tensió a la carretera, sempre que es poguessin mantenir raonablement secs. A la pràctica, les seves carreteres van resultar ser dues vegades més fortes que les de Telford.
Tot i que McAdam s'havia oposat rotundament a omplir els buits entre les seves petites pedres tallades amb material més petit, a la pràctica els constructors de carreteres van començar a introduir materials de farciment com pedres més petites, sorra i argila, i es va observar que aquestes carreteres eren més fortes a mesura que un resultat. Les carreteres de Macadam s'estaven construint àmpliament als Estats Units i Austràlia a la dècada de 1820 i a Europa als anys 1830 i 1840.

## Carreteres modernes

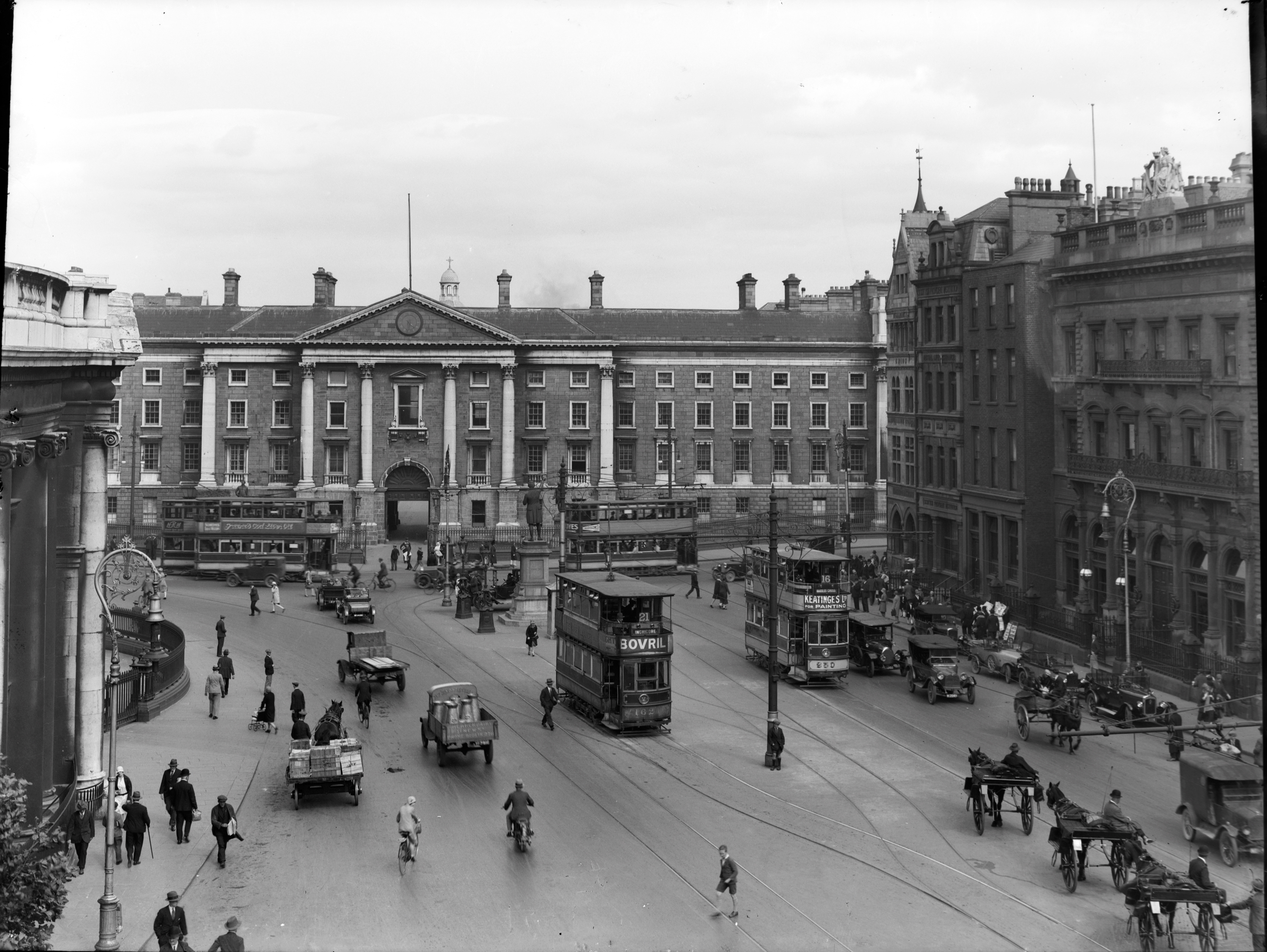
Modes de transport per carretera a Dublín, 1929

Les carreteres de Macadam eren adequades per a l'ús de cavalls i carruatges o autocars, però eren molt polsegoses i subjectes a l'erosió amb fortes pluges.El Good Roads Movement es va produir als Estats Units entre finals de la dècada de 1870 i els anys vint. Els defensors de la millora de les carreteres liderats per ciclistes com la Lliga de Wheelmen Americans van convertir l'agitació local en un moviment polític nacional.
Fora de les ciutats, les carreteres eren de terra o grava; fang a l'hivern i pols a l'estiu. Els primers organitzadors van citar Europa, on la construcció i el manteniment de carreteres van comptar amb el suport dels governs nacionals i locals. En els seus primers anys, l'objectiu principal del moviment era l'educació per a la construcció de carreteres a les zones rurals entre ciutats i ajudar a les poblacions rurals a obtenir els beneficis socials i econòmics de les ciutats on els ciutadans es beneficiaven dels ferrocarrils, els tramvies i els carrers asfaltats. Encara més que els vehicles tradicionals, les bicicletes recentment inventades podrien beneficiar-se de bones carreteres rurals.
Més tard, no van aguantar l'ús de vehicles de motor a més velocitat. Els mètodes per estabilitzar les carreteres de macadàm amb quitrà es remunten almenys a l'any 1834 quan John Henry Cassell, que operava des de Patent Lava Stone Works de Cassell a Millwall, va patentar "Pitch Macadam". Aquest mètode consistia a estendre quitrà a la subterrani, col·locar una capa típica de macadàm i, finalment, segellar el macadàm amb una barreja de quitrà i sorra. El macadàm amb lletada de quitrà es va utilitzar molt abans de 1900 i va implicar escarificar la superfície d'un paviment de macadàm existent, estendre quitrà i tornar a compactar. Tot i que l'ús del quitrà en la construcció de carreteres era prou conegut al segle xix, va ser poc utilitzat i no es va introduir a gran escala fins que l'automòbil va arribar a l'escenari, ja a principis del segle xx.
L'asfalt modern va ser patentat per l'enginyer civil britànic Edgar Purnell Hooley, que va notar que el quitrà vessat a la carretera mantenia la pols baixa i creava una superfície llisa. Va treure una patent el 1901 per a asfalt. La patent de Hooley de 1901 per a Tarmac consistia a barrejar mecànicament quitrà i àrid abans de la col·locació, i després compactar la mescla amb un steamroller. El quitrà es va modificar afegint petites quantitats de ciment Portland, resina i brea.